# Blow-up – förstoringen
Blow-up – förstoringen (originaltitel: Blowup eller Blow-Up) är en brittisk-italiensk film från 1966, i regi av Michelangelo Antonioni. Den är inspirerad av novellen "Las babas del diablo" från 1959, författad av Julio Cortázar. Huvudrollen spelas av David Hemmings, modefotografen Thomas som tror sig omedvetet ha fångat ett mord på film.
1999 placerade British Film Institute filmen på 60:e plats på sin lista över de 100 bästa brittiska filmerna genom tiderna.
The Yardbirds medverkar i filmen och spelar sin låt Stroll On på en klubb.

## Medverkande (urval)
| David Hemmings   | – Thomas    |
| Vanessa Redgrave | – Jane      |
| Sarah Miles      | – Patricia  |
| John Castle      | – Bill      |
| Jane Birkin      | – Blondinen |
| Gillian Hills    | – Brunetten |
| Peter Bowles     | – Ron       |